# Richard Reverdy

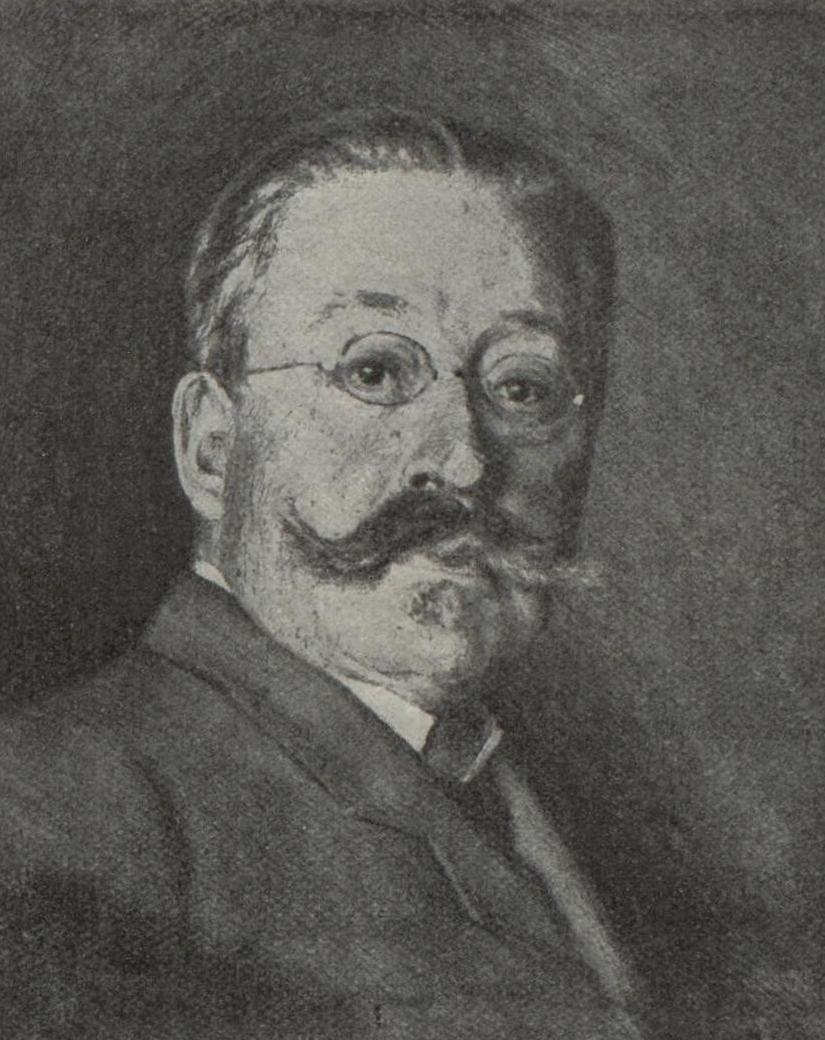
Richard Reverdy

Richard Reverdy, seit 1911 Richard Ritter von Reverdy, (* 29. Januar 1851 in Frankenthal (Pfalz); † 31. Mai 1915 in München) war ein deutscher Bauingenieur und bayerischer Baubeamter, der zeitweise auch als Manager in der Bauwirtschaft tätig war.

## Leben
Als Sohn des Gutsbesitzers Jean Jaques Reverdy geboren, begann Richard Reverdy nach Studium an der TH München und Referendariat die Beamtenlaufbahn im bayrischen Staatsdienst als Bauamtsassessor in Amberg und Ingolstadt. Diese unterbrach er und wirkte acht Jahre lang beim Bau des Nord-Ostsee-Kanals mit, in dieser Zeit stand er ab 1887 dem Bauamt in Burg vor. Nach seiner Wiederaufnahme in den bayrischen Staatsdienst war er zuletzt im Rang eines Regierungs- und Kreisbaurats tätig, bevor er zum 6. Mai 1897 aus dem Staatsdienst beurlaubt wurde und als Geschäftsführer und Teilhaber in die Bauunternehmung Heilmann & Littmann in München eintrat. 1909 kehrte er als Ministerialdirektor im Bayerischen Staatsministerium des Inneren und Vorstand der Königlichen Obersten Baubehörde erneut in den bayrischen Staatsdienst zurück und wurde 1911 in den Adelsstand erhoben. 1915, kurz vor seinem Tod, wurde er pensioniert. Zu seinem Nachfolger als Leiter der Obersten Baubehörde wurde Ludwig von Stempel ernannt.
Ein fragmentarischer Nachlass von Richard Reverdy befindet sich in der Obhut des Deutschen Museums in München, wo durch seinen Nachlass der Grundstock der heutigen Medaillensammlung geschaffen wurde.